# El Carmen, Victoria
El Carmen är en ort i Mexiko.   Den ligger i kommunen Victoria och delstaten Guanajuato, i den centrala delen av landet, 240 km nordväst om huvudstaden Mexico City. El Carmen ligger 1 911 meter över havet och antalet invånare är 716.
Terrängen runt El Carmen är kuperad. Runt El Carmen är det ganska glesbefolkat, med 24 invånare per kvadratkilometer. Närmaste större samhälle är Doctor Mora, 10,9 km söder om El Carmen. Trakten runt El Carmen består i huvudsak av gräsmarker.